# Platypalpus subarticulatus
Platypalpus subarticulatus is een vliegensoort uit de familie van de Hybotidae. De wetenschappelijke naam van de soort is voor het eerst geldig gepubliceerd in 2002 door Raffone.